# Hợp Minh, Nghệ An
Hợp Minh là một xã thuộc tỉnh Nghệ An, Việt Nam. Xã được hình thành trên cơ sở sáp nhập các xã Bảo Thành, Long Thành, Sơn Thành, Viên Thành và Vĩnh Thành của huyện Yên Thành trong đợt Sáp nhập tỉnh thành Việt Nam 2025.

## Địa lý
Xã Hợp Minh có vị trí địa lý:
- Phía Đông giáp xã Tân Châu và xã Minh Châu;
- Phía Nam giáp xã Văn Kiều, xã Văn Hiến và xã Bạch Hà;
- Phía Tây giáp xã Quan Thành và xã Vân Tụ;
- Phía Bắc giáp xã Yên Thành.

Xã Hợp Minh có diện tích tự nhiên 54,75 km².

## Hành chính và tên gọi
Xã Hợp Minh được thành lập theo Nghị quyết số 1678/NQ-UBTVQH15 của Ủy ban Thường vụ Quốc hội Việt Nam, ban hành ngày 16 tháng 6 năm 2025. Theo đó, sắp xếp toàn bộ diện tích tự nhiên, quy mô dân số của các xã Bảo Thành, Long Thành, Sơn Thành, Viên Thành và Vĩnh Thành thuộc huyện Yên Thành trước đây thành một xã mới có tên gọi là xã Hợp Minh.
Trước đó, theo Đề án sắp xếp đơn vị hành chính cấp xã tỉnh Nghệ An, xã này là xã Yên Thành 3.
Sau sắp xếp xã có diện tích tự nhiên: 54,75 km², quy mô dân số: 46.942 người.